# Гугу Сарікула
Гугу Сарікула (д/н — після 1597) — 5-й султан Магінданао в 1585—1597 роках.

## Життєпис
Син султана Бангкаї та Матампай з князівства Буаян. Надав своєму братові Буісану посаду лаксамана (в іспанському варіант капітан-лаута), що тотожна адміралу. Спроби султана розширити владу над племенами маранао і іранунів виявилися невдалими.
Зрештою проти нього за підтримки племен іранунів повстав зведений брат Буісан, який 1597 року повалив Гугу Сарікулу здолавши того у битві біля міста Буаян. Останній втік до султанату Сулу. Подальша доля не відома.

## Родина
Дружина — Раджа Путрі, донька або сестра Мувалліля Васіта I, султана Сулу
Діти:
- Путрі Мампі, дружина Мухаммада Діпатуата Кударата. султана Магінданао